# 莉昂妮絲·休特
莉昂妮絲·休特（法語：Léonice Huet，2000年5月21日—），法國女子羽毛球運動員。她曾助国家队赢得歐洲青年羽毛球錦標賽团体二连冠的主力成员（2017年和2018年）。

## 簡歷
2016年6月，莉昂妮絲·休特與汤姆·吉凯尔出戰拉脫維亞羽毛球國際賽，在混双决赛以2比1（21-15、18-21、21-15）击败了俄罗斯的德米特里·里亚博夫/玛丽亚·舍古罗娃，赢得成年组欧洲赛事的冠军，亦是她赢得首个未來系列賽混双冠军。
2017年4月，莉昂妮絲·休特代表法国参加本国举办的歐洲青年羽毛球錦標賽，助法国队赢得混合團體冠军。
2018年9月，莉昂妮絲·休特代表法国参加爱沙尼亚塔林举办的歐洲青年羽毛球錦標賽，助法国队成功卫冕混合團體冠军。

## 主要比賽成績
只列出曾進入準決賽的國際賽事成績：
| 年份   | 賽事                         | 公開賽級別 | 項目     | 拍檔        | 成績   |
| ------ | ---------------------------- | ---------- | -------- | ----------- | ------ |
| 2016年 | 拉脫維亞羽毛球國際賽         | 未來系列賽 | 混合雙打 | 汤姆·吉凯尔 | 冠軍   |
| 2017年 | 歐洲青年羽毛球錦標賽         | 其他       | 混合團體 | －          | 冠軍   |
| 2018年 | 歐洲青年羽毛球錦標賽         | 其他       | 混合團體 | －          | 冠軍   |
| 2018年 | 青年奧林匹克運動會羽毛球比賽 | 其他       | 混合團體 | －          | 銀牌   |
| 2019年 | 愛沙尼亞羽毛球國際賽         | 國際系列賽 | 女子單打 | －          | 準決賽 |
| 2019年 | 斯洛文尼亞羽毛球國際賽       | 國際系列賽 | 女子單打 | －          | 準決賽 |
| 2019年 | 拉脫維亞羽毛球國際賽         | 未來系列賽 | 女子單打 | －          | 準決賽 |
| 2019年 | 立陶宛羽毛球國際賽           | 未來系列賽 | 女子單打 | －          | 冠軍   |
| 2019年 | 希臘羽毛球公開賽             | 國際系列賽 | 女子單打 | －          | 準決賽 |
| 2020年 | 歐洲羽毛球男女子團體錦標賽   | 其他       | 女子團體 | －          | 季軍   |
| 2020年 | 葡萄牙羽毛球國際賽           | 國際系列賽 | 女子單打 | －          | 亞軍   |
| 2021年 | 歐洲羽毛球混合團體錦標賽     | 其他       | 混合團體 | －          | 亞軍   |
| 2021年 | 西班牙羽毛球大師賽           | 超級300賽  | 女子單打 | －          | 準決賽 |
| 2022年 | 威爾斯羽毛球國際賽           | 國際挑戰賽 | 女子單打 | －          | 準決賽 |
| 2023年 | 歐洲羽毛球混合團體錦標賽     | 其他       | 混合團體 | －          | 亞軍   |
| 2023年 | 聖但尼羽毛球公開賽           | 國際挑戰賽 | 女子單打 | －          | 準決賽 |
| 2023年 | 波蘭羽毛球國際賽             | 國際系列賽 | 女子單打 | －          | 準決賽 |
| 2023年 | 荷蘭羽毛球公開賽             | 國際挑戰賽 | 女子單打 | －          | 準決賽 |
| 2023年 | 愛爾蘭羽毛球公開賽           | 國際挑戰賽 | 女子單打 | －          | 準決賽 |
| 2024年 | 歐洲羽毛球男女子團體錦標賽   | 其他       | 女子團體 | －          | 季軍   |
| 2024年 | 瑞典羽毛球公開賽             | 國際系列賽 | 女子單打 | －          | 亞軍   |
| 2024年 | 斯洛文尼亞羽毛球未來系列賽   | 未來系列賽 | 女子單打 | －          | 準決賽 |
| 2024年 | 土耳其羽毛球國際挑戰賽       | 國際挑戰賽 | 女子單打 | －          | 準決賽 |
| 2025年 | 瑞典羽毛球公開賽             | 國際系列賽 | 女子單打 | －          | 亞軍   |
| 2025年 | 歐洲羽毛球混合團體錦標賽     | 其他       | 混合團體 | －          | 亞軍   |

| 2007-2017年 | 首要超級賽 | 超級賽 | 黃金大獎賽 | 大獎賽 | 國際挑戰賽 | 國際系列賽 | 未來系列賽 | 其他 |

| 2018-2026年 | 總決賽 | 超級1000賽 | 超級750賽 | 超級500賽 | 超級300賽 | 超級100賽 | 國際挑戰賽 | 國際系列賽 | 未來系列賽 | 其他 |

### 奧運會和世錦賽參賽紀錄
|          | 2022 | 2023 |
| -------- | ---- | ---- |
| 女子單打 | 32強 | 64強 |